# Bentiaba
Bentiaba é uma vila e comuna angolana que se localiza na província de Namibe, pertencente ao município de Moçâmedes. É uma povoação costeira e banhada pelo rio Bentiaba que forma um pequeno oásis, onde se faz agricultura.
Até 1975/76 seu nome era "vila de São Nicolau", preservando ainda marcantes traços de sua herança colonial, como a Fortaleza de São Nicolau (um dos patrimônios nacionais) e a antiga capela perto de um antigo cemitério, ainda em uso.
Na comuna está instalado o Estabelecimento Prisional do Bentiaba, a maior e mais importante penitenciária da província.
Perto, descobriram-se fósseis de répteis marinhos do cretácico, tais como plesiossauros e mosassauros.